# 의성유니텍고등학교
의성유니텍고등학교(義城유니텍高等學校)는 대한민국 경상북도 의성군 의성읍 중리리에 있는 공립 고등학교이다.

## 학교 연혁
- 1937년 4월 1일 : 의성공립농업실수학교(1년제) 설립 발족
- 1946년 9월 1일 : 의성공립공업중학교 6년제로 변경 (토목 6, 방적 3 계 9학급)
- 1951년 8월 25일 : 중학교 3년제, 공업고등학교 3년제로 분리
- 1952년 3월 28일 : 의성공업고등학교 제1회 졸업
- 1955년 6월 17일 : 의성중학교에서 현교사로 이전
- 1963년 1월 1일 : 의성실업고등학교로 교명 변경
- 1964년 1월 1일 : 의성종합고등학교로 교명 변경
- 1978년 11월 6일 : 의성공업고등학교로 교명 변경 (토목 6, 전기 6, 화공 6 계 18학급)
- 1981년 9월 14일 : 전기과 실습동 신축(6실), 화공과 실습실 증축(1실)
- 1983년 7월 20일 : 화공과 실습동 증축(2실), 본관교실 증축(7실)
- 1992년 12월 23일 : 교실 3실 증축, 전자과 실습실 3실 신축
- 2011년 9월 19일 : 경북교육청지원형 특성화고등학교(신재생에너지) 선정
- 2015년 3월 1일 : 특수학급(1학급) 신설
- 2020년 7월 17일 : 직업계고 재구조화 사업 선정(웰빙조리, 스마트팩토리, 사물인터넷)
- 2021년 3월 1일 : 의성유니텍고등학교 교명 변경
- 2021년 3월 1일 : 경상북도교육청 지정-직업계고 학점제 선도학교, 경북(예비)미래학교
- 2023년 3월 2일 : 제34대 박기환 교장 취임
- 2024년 1월 5일 : 제73회 졸업식(졸업생 45명, 총졸업생 12,655명)
- 2024년 3월 4일 : 신입생 55명 입학

## 설치 학과
- 사물인터넷과
- 웰빙조리과
- 스마트팩토리과

## 참고 자료
- 의성유니텍고등학교 - 한국교육학술정보원 학교알리미